# Thomas Würtenberger (Geologe)

Thomas Würtenberger

Thomas Würtenberger (* 21. Dezember 1836 in Dettighofen; † 26. Juli 1903 in Emmishofen) war ein Geologe, Paläontologe, Heimatforscher und Unternehmer.

## Studium und Beruf
Thomas Würtenberger war ein Bruder von Franz Joseph Würtenberger und begleitete ihn bereits früh auf dessen Exkursionen. Er besuchte nach der Schulzeit in der Heimat das Polytechnikum in Karlsruhe und studierte Geologie. Nach erfolgreichem Examen betätigte er sich als Geometer im Staatsdienst im Badischen Oberland. 1864 heiratete er. 1876 verließ er den Staatsdienst und erwarb mit einem Teilhaber die Ziegelei in Ermatingen, welche er zu einem großen Unternehmen ausbaute. Nebenbei beschäftigte er sich leidenschaftlich mit der Paläontologie und sammelte  Fossilien, er entdeckte die tertiären Fundstellen in Tägerwilen und Bernrain. Er forschte in den Steinbrüchen von Öhningen, der Fossillagerstätte Öhningen. Bei Überlingen fand er Formationen mit Haifischzähnen. Ebenfalls interessiert war er an der Botanik, vor allem der Konstanzer Halbinsel und Höri. Er hielt zahlreiche Vorträge und gründete den naturwissenschaftlichen Verein »Salamandra«, auch war er aktives Mitglied der Thurgauischen Naturforschenden Gesellschaft. Seine große Sammlung vor allem von Tertiärfossilien erwarb 1911 die ETH Zürich.

## Familie
Sein Sohn Oskar wurde Bautechniker und befasste sich ebenfalls mit Naturstudien, er veröffentlichte einige Arbeiten zur Paläontologie. Da er ein guter Zeichner war, half er anfangs seinem Bruder, dem Künstler Ernst Würtenberger. Der Bildhauer und Keramiker Karl Maximilian Würtenberger (1872–1933) war ebenfalls sein Sohn. Der Sohn seines Bruders, also ein Neffe von ihm, Leopold Würtenberger wurde ebenfalls Paläontologe.

## Arbeiten
- Verzeichniß von fossilen Pflanzen-Resten aus den Tertiär Gebilden des Klettgaus, 1862 (zusammen mit seinem Bruder Franz Joseph)
- Über einen neuen Aufschluß im Tertiär von Tägerwilen, 1880
- Geologische Notizen über die Ziegelthone im Kanton Thurgau, 1894
- Phytopalaeontologische Skizzen, 1898
- Der tertiäre Kastanienbaum von Kreuzlingen, (Vortragsreferat), 1898
- Der Ueberlinger Sandstein, bisher für »Untere Süßwassermolasse« gehalten, ist eine Meeresbildung, 1890
- Der Ueberlinger Tunnel und seine Bedeutung für die Bodenseegeologie, 1900
- Ueber geologische Funde, die beim Bau des Eisenbahntunnels bei Ueberlingen a. S. gemacht wurden (Sonderdruck der vorherigen Arbeit)
- Die Tertiärflora des Kantons Thurgau mit Berücksichtigung der Tertiärpflanzen der Schweiz nach O. Heer im Allgemeinen, sowie der Lokalfauna von Oehningen, Schrotzburg, Hohenkrähen und Staad am Überlingersee. 1906